# ولاية طرابلس (1951-63)
ولاية طرابلس هي إحدى الولايات الثلاث ضمن المملكة الليبية المتحدة التي استقلت في ديسمبر 1951 بقرار من الأمم المتحدة وكانت عاصمتها الإدارية وكبرى مدنها مدينة طرابلس واستمرت بين عام 1951 وعام 1963 بعد تعديل الدستور وقيام دولة وحدوية في ليبيا.
ضمت ولاية طرابلس جغرافيا مساحة مايعرف باسم إقليم طرابلس سابقا الذي يشمل مدينة طرابلس والأجزاء الشمالية الغربية من ليبيا، حيث كان يجاورها جنوباً ولاية فزان وشرقاُ ولاية برقة ومن الغرب الحدود الدولية مع كل من الجزائر وتونس.
تناوب على حكم ولاية طرابلس خلال فترة النظام الاتحادي (1951-1963) في المملكة الليبية عدة ولاة، هم:
1. فاضل بن زكري 1951-1953.
2. الصديق المنتصر 1953-1954.
3. عبد السلام البوصيري 1954-1955.
4. محمد جمال الدين باش إمام 1955-1957.
5. الطاهر باكير 1957-1960.
6. أبو بكر نعامة 1960-1961.
7. فاضل بن زكري 1961-1963 (مرة ثانية).